# Emma Hamilton

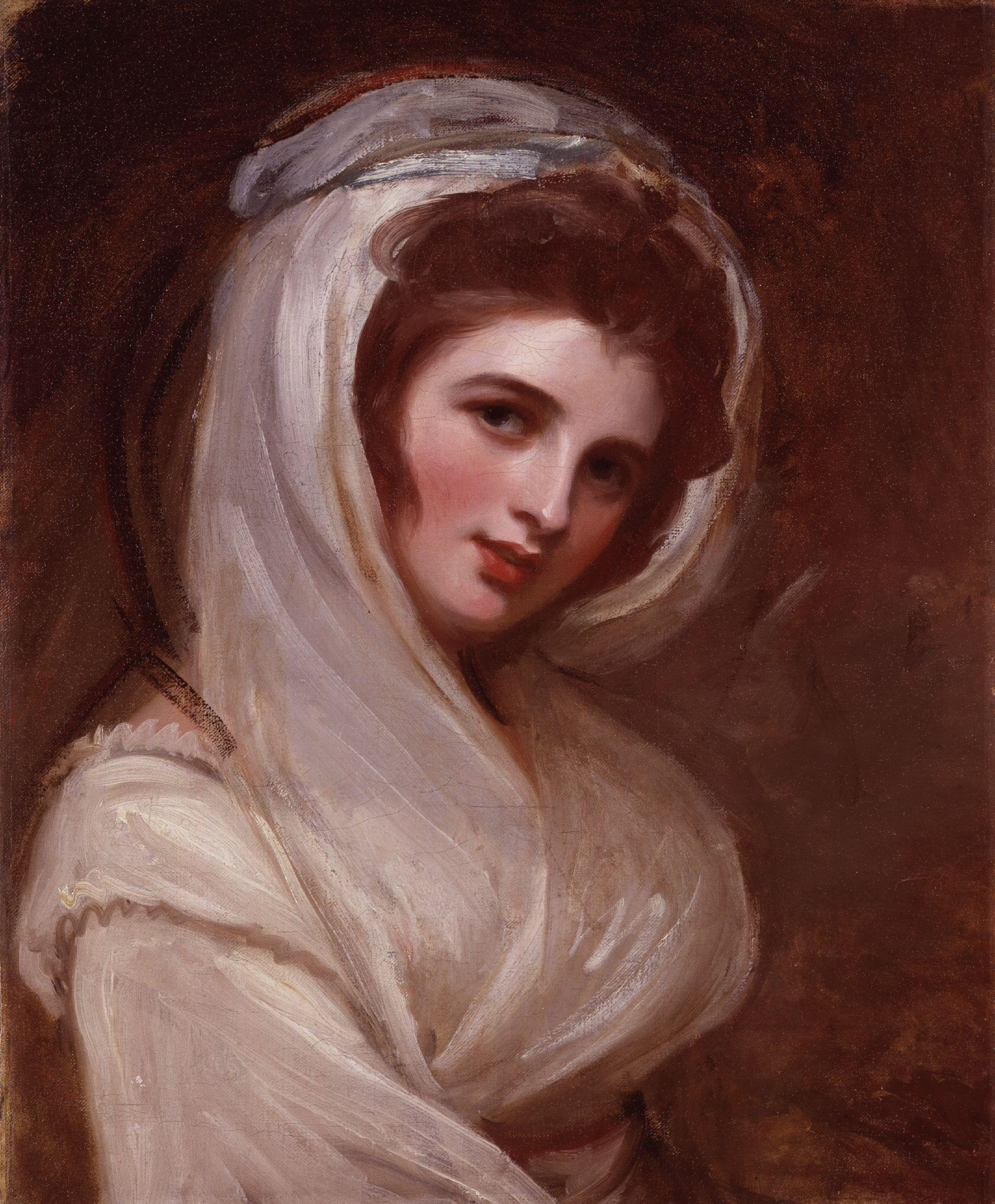
Emma, Lady Hamilton in einem der bekanntesten Porträts von George Romney, ca. 1785

Emma, Lady Hamilton (* 26. April 1765 (?) in Ness (Cheshire) als Amy Lyon, getauft 12. Mai 1765 in Great Neston (Cheshire); † 15. Januar 1815 in Calais) war eine gefeierte Schönheit, Künstlerin und Gesellschaftsdame um 1800. Sie entstammte einfachsten Verhältnissen, und ihr gelang der gesellschaftliche Aufstieg bis in die vornehmsten Kreise. Sie war unter anderem die Geliebte und seit dem 6. September 1791 Ehefrau des britischen Botschafters in Neapel sowie zwischen 1798 und 1805 die Mätresse des britischen Admirals Horatio Nelson in einer damals unerhörten und weithin skandalisierten Dreiecksbeziehung. Aufgrund ihrer Schönheit und Liebesbeziehungen war sie am Ende des 18. und zu Beginn des 19. Jahrhunderts eine europaweite Berühmtheit. Mit den Attitüden – Darstellungen antiker Statuen und Gemälde als lebende Bilder – wurde sie auch als Künstlerin bekannt und bereits zu Lebzeiten vielfach porträtiert und nachgeahmt. Nach Nelsons Tod geriet sie in Armut, floh 1814 aus dem Londoner Schuldengefängnis nach Frankreich und starb Anfang des Folgejahres schwer erkrankt in Calais.
Ihr Leben wurde bis in die Gegenwart vielfach Gegenstand von Romanen, Porträts und Filmen.

## Leben

### Abstammung, Jugend und erste Liebhaber
Emma Hamilton wurde als Amy Lyon in dem kleinen Ort Ness bei Great Neston (heute nur als Neston bezeichnet), Cheshire, Nordwest-England geboren. Als ihr Geburtsjahr wird meist 1765 angenommen. Ein anonymer zeitgenössischer Autor gibt es zwar als 1761 an, doch gilt diese Quelle allgemein als unzuverlässig. Sie selbst sagte, dass ihr Geburtstag der 26. April sei. Der Taufname Amy wurde mehrmals geändert (Amyly, Emly, Emyly, Emily) und schließlich der Name Emma beibehalten. Nach dem schon einen Monat nach der Taufe erfolgten Tod ihres Vaters, des Hufschmieds Henry Lyon, wurde die kleine Emma von ihrer ehrgeizigen und willensstarken Mutter Mary Lyon (geborene Kidd), einer Dienstmagd, in deren Heimatdorf Hawarden in Flintshire gebracht. Dort lebten die beiden im Haus von Marys Mutter Sarah Kidd, und Mary verdingte sich als Kohlenhausiererin.
Etwa 1777 wurde die junge Emma Kindermädchen im Haus des Arztes Honoratus Leigh Thomas in Hawarden. Etwa ein Jahr später ging sie mit ihrer Mutter nach London. Ihre dortigen frühen Stationen sind nur durch spärliche und oft zweifelhafte Quellen dokumentiert, sodass viele ihrer Tätigkeiten in ihren ersten Londoner Jahren unklar sind. Zuerst arbeitete sie 1778 als Kindermädchen beim Chirurgen Richard Budd am Chatham Place Nr. 14 nahe der Blackfriars Bridge. In dessen Haushalt lernte sie ein etwa gleichaltriges Dienstmädchen namens Jane kennen, die Schauspielerin werden wollte und später den Schauspieler William Powell heiraten sollte. So dürfte Emma erste Erfahrungen in der Schauspielkunst gesammelt haben. Die beiden Mädchen genossen aber auch das ausschweifende Nachtleben Londons und vernachlässigten ihren Dienst, sodass sie bald von Mrs. Budd entlassen wurden. Dann wurde Emma Hausmädchen beim Musik- und Theaterdirektor Thomas Linley, der zusammen mit seinem Schwiegersohn Richard Brinsley Sheridan das Drury Lane Theatre erworben hatte. Damals dürfte sie ihren ersten Musikunterricht erhalten und wohl auch ihr schauspielerisches Talent vertieft haben. Nach dem Tod zweier Kinder war die Familie Linley tief erschüttert. Emma verließ sie und wurde angeblich Prostituierte des Londoner Nachtlebens, doch gibt es darüber nur unzuverlässige Quellen. Sie soll bei einer Halbweltdame namens „Madame Kelly“ gearbeitet und dort den jungen Marineoffizier John Willet Payne kennengelernt haben, dessen Mätresse sie kurzzeitig geworden sei. Erst während dieser Beziehung habe sie ihre „Unschuld“ verloren. Eine Version gibt als Grund für ihre Einwilligung in die Affäre an, dass sie dabei einen Verwandten unterstützte, der gegen seinen Willen Matrose werden sollte. Payne sollte sich bei der Admiralität für seine Befreiung vom unfreiwilligen Schiffsdienst einsetzen und im Gegenzug Emma zur Geliebten erhalten.
Emma soll 1781, nur mit einem leichten Schleier bedeckt, im als medizinische Einrichtung ausgegebenen „Tempel der Gesundheit“ des schottischen Quacksalbers James Graham posiert haben. In diesem nahe der Themse zwischen der Royal Terrace und dem Adelphi Theatre gelegenen „Tempel“ konnten sich wohlhabende unfruchtbare Paare gegen angemessene Bezahlung in ein „himmlisches Bett“ legen, dessen Benutzung die Zeugungsfähigkeit wiederherstellen sollte.
Damals lernte Emma wohl auch den berühmten englischen Porträtmaler George Romney kennen, der einen Hang zu antiken Themen hatte und im Laufe der Zeit mehr als 40 Bildnisse von ihr schuf. Obwohl sein erstes bekanntes Porträt von ihr von 1782 stammt, dürfte er sie schon früher gemalt haben. Die Beziehung zwischen dem Maler und seinem Modell blieb jedoch platonisch.
Im damaligen Großbritannien gingen reiche Adlige nicht selten ein flüchtiges Verhältnis mit einer jungen Dienstmagd oder Schauspielerin ein. Nur selten gelang es diesen relativ mittellosen Frauen aufgrund ihrer Attraktivität und ihrer geistigen Fähigkeiten, eine solche Beziehung in eine Heirat zu verwandeln und in die Oberschicht aufzusteigen.
Emma war eine große, schlanke Schönheit mit langem kastanienbraunen Haar. 1781 machte sie die Bekanntschaft des reichen jungen Dandys Sir Harry Fetherstonhaugh, der sie in das prachtvolle Landhaus Up Park seines Vaters in Sussex einlud. Weil dort oftmals Sir Harrys Mutter auftauchte, wohnte seine neue Mätresse vorwiegend im nur einige Meilen entfernten Rosemary Cottage. Emma führte nun eine Zeitlang ein sorgenfreies und zügelloses Leben, wurde eine gute Reiterin und soll ab und zu nackt auf dem Esstisch getanzt haben. Sie nahm auch an Sir Harrys ausgelassenen Abendgesellschaften teil und lernte dabei im September 1781 ihren späteren Geliebten, den 32-jährigen Adligen Charles Francis Greville, kennen. Doch Fetherstonhaugh wurde ihrer langsam überdrüssig und verstieß sie schließlich im Dezember 1781, als er erfuhr, dass sie schwanger war, obwohl dieses Kind – das später als „Little Emma“ bekannt wurde – höchstwahrscheinlich von ihm stammte. Sie erhielt von ihm kaum genug Geld für die Heimreise nach Hawarden. Ihre alte Großmutter empfing sie zwar freundlich, war aber sehr arm. So befand sich Emma in großen finanziellen Nöten. Von ihrem ehemaligen Geliebten Fetherstonhaugh erhielt sie auf ihre Briefe keine Antwort. In ihrer Verzweiflung wandte sie sich um Hilfe an Greville und nannte sich in dieser Korrespondenz Emily Hart. Ihre Briefe belegen, dass sie viele Rechtschreibfehler machte und nahezu Analphabetin war.

### Geliebte von Charles Greville

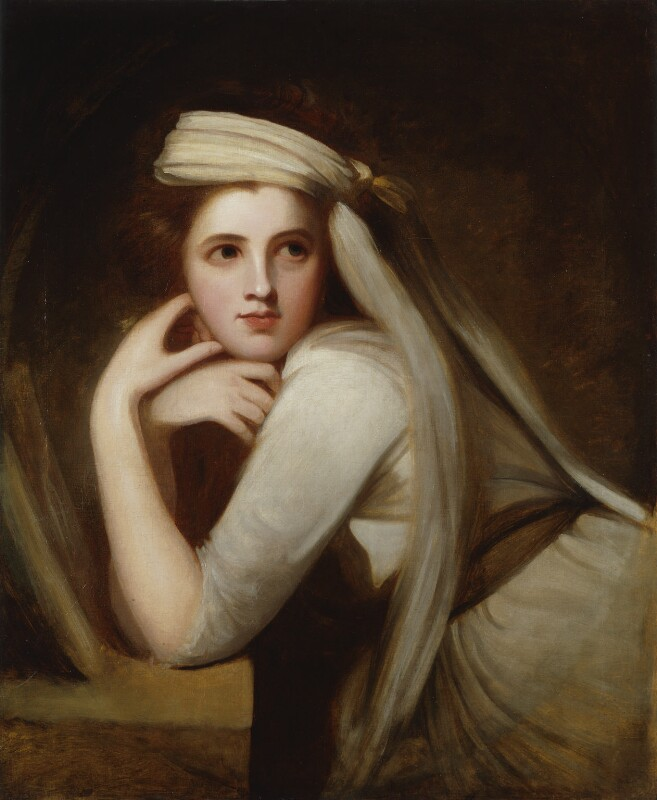
Emma, Lady Hamilton,
Porträt von George Romney

Unter der Bedingung, dass Emma außer zu ihrer Mutter alle ihre früheren Kontakte, insbesondere zu Fetherstonhaugh, vollständig abbrach, erklärte sich Greville zu ihrer Aufnahme in seiner Londoner Wohnung und zur Finanzierung ihres Lebensunterhaltes bereit. Er wollte nicht, dass ihr früheres manchmal anstößiges Leben bekannt und seinem Ruf schaden würde. Daher nannte sie sich weiterhin Hart und lebte als Grevilles Mätresse ab Februar 1782 in seinem bescheidenen Haus in Edgware Row im Londoner Vorort Paddington Green. Auch ihre Mutter wohnte dort als Haushälterin und Köchin. Wie ihre Tochter änderte auch Mary Lyon ihren Familiennamen, und zwar in Mrs. Cadogan nach einem ehemaligen Dienstgeber, vermutlich weil auch sie alle Spuren ihres vergangenen Lebens verwischen wollte. Greville bezog ein für seine vornehme Herkunft geringes jährliches Einkommen von 500 Pfund Sterling. Entsprechend sparsam musste Emma wirtschaften, ein zurückgezogenes Leben führen und mit 20 Pfund pro Jahr als persönliches Budget auskommen, was sie anstandslos akzeptierte. Der Lord brachte ihr feine Sitten bei, suchte ihre Rechtschreibung zu verbessern, finanzierte ihren Gesangsunterricht und erweckte ihr Interesse an Literatur, Kunst und antiken Münzen. Er sorgte auch für den Unterhalt ihrer Tochter Little Emma, die am 12. März 1782 zur Welt kam und sofort zu den Großeltern nach Hawarden gebracht wurde. Ab nun porträtierte auch Romney regelmäßig Grevilles junge Geliebte bei wiederholten Sitzungen in verschiedenen, aber nie unzüchtigen Posen. Der Maler bewunderte sein Modell offenbar aufrichtig.
Grevilles Liebe zu Emma erkaltete bald, und er hoffte, eine reiche Erbin als Gattin zu finden, um seiner tristen wirtschaftlichen Situation zu entkommen. Dazu musste er aber zuerst die Liaison zu seiner Mätresse beenden. Im August 1783 kam sein wohlhabender Onkel mütterlicherseits, Sir William Hamilton, seit 1764 britischer Botschafter im Königreich Neapel, auf Besuch und fühlte sich sofort von Emmas Schönheit angezogen, wollte jedoch zunächst keine weitergehende Gunst von ihr erlangen. Während sich Greville mit seinem Onkel auf dessen Güter in Schottland begab, reiste Emma mit ihrer Mutter im Juni 1784 nach Hawarden, um ihre kleine Tochter abzuholen und dann einen etwa zweimonatigen Kuraufenthalt einzuschieben. Danach musste sich Little Emma wieder von ihrer Mutter trennen und wohnte ab Dezember 1784 in einem Pensionat. Greville drängte nun seinen kinderlosen verwitweten Onkel in vielen Briefen, ihn als Universalerben einzusetzen und Emma als Mätresse zu sich nach Neapel zu holen. Damit hätte Greville einer Heirat mit einer vermögenden Dame nichts mehr im Wege gestanden, gleichzeitig hätte er aber auch Emma sicher versorgt. Dass Sir William sie heiraten würde, schien schon wegen seiner Stellung als Botschafter ausgeschlossen. Der Diplomat machte seinen Neffen zwar zu seinem Erben, sträubte sich aber lange mit der Rücksicht eines Gentlemans auf Emmas aufrichtige Liebe zu Greville, sie aus London wegzuführen. Doch schließlich gab er den beharrlichen Bitten seines Neffen nach.

### Leben in Neapel bei Hamilton
Greville eröffnete seiner Geliebten, dass er aus geschäftlichen Gründen längere Zeit nach Schottland verreisen müsse und sie einstweilen mit ihrer Mutter auf Einladung Hamiltons nach Neapel zwecks weiterer Gesangsausbildung ziehen solle. Höchstens sechs Monate würde ihre Trennung dauern. Den wahren Grund für ihre Reise verschwieg er ihr, obwohl ihr die Entfremdung von ihrem Geliebten nicht entgangen sein konnte. Ungern stimmte sie Grevilles Vorschlag zu. Am 13. März 1786 verließen Emma und ihre Mutter London und wurden vom Maler Gavin Hamilton (der nicht mit Grevilles Onkel verwandt war) begleitet. Über Genf und Turin reisten sie nach Rom, wo sich der Maler verabschiedete, da die italienische Metropole seine Wahlheimat war. In Neapel am 26. April 1786 angekommen, wurden Emma und ihre Mutter im Palazzo Sessa, der herrschaftlichen Residenz des britischen Botschafters, empfangen und einquartiert.
Anfangs verspürte die junge Britin große Sehnsucht nach Greville, doch Sir William Hamilton spielte einen charmanten und zurückhaltenden Gastgeber, lenkte sie ab und führte sie in die besseren Kreise Neapels ein. Das Leben in der Stadt gefiel ihr sehr gut. Sie lernte rasch Italienisch und Französisch, trainierte durch eine professionelle Musikausbildung ihre von Haus aus sehr schöne Stimme und wurde so eine ausgezeichnete Sängerin. Sir William teilte ihr seine Liebe für Antiquitäten und Kunstgegenstände mit, die er mit seinem Neffen gemein hatte, und sie interessierte sich auch sehr für seine Erforschung von Vulkanen, insbesondere des Vesuvs. Als sie aber merkte, dass sie dauerhaft in Neapel bleiben sollte und die große Zuneigung des Diplomaten spürte, schrieb sie zahlreiche Briefe an Greville, in denen sie erklärte, weiterhin nur ihn zu lieben und für Sir William nicht mehr als freundschaftliche Gefühle aufbringen zu wollen. Nach längerem Schweigen antwortete Greville kühl und befahl ihr, sich den Wünschen seines Onkels unterzuordnen. Am 1. August 1786 schrieb die impulsive Emma wütend, dass sie, wäre ihr ehemaliger Geliebter in der Nähe, ihn und sich umbringen würde; außerdem schloss sie aus, eine Mätresse Sir Williams zu werden, eher wolle sie ihn im Ernstfall zu einer Heirat überreden. Als sie schließlich die Zwecklosigkeit ihrer Bemühungen zu einer Wiederaufnahme ihrer Beziehung mit Greville einsah, akzeptierte sie (etwa im November 1786) die ihr zugedachte Rolle und ging mit dem 35 Jahre älteren Diplomaten eine Beziehung ein.

Lady Hamilton als Bacchantin, Gemälde von Élisabeth Vigée-Lebrun, 1790–1791

Nun begann Emma mit der Darstellung antiker Statuen und Gemälde als lebende Bilder, womit sie sich vor zahlreichen illustren Gästen ihres Liebhabers präsentierte. Diese aufgrund ihres Talentes zur Kunstform erhobene plastisch-mimische Darbietung verschiedener Seelenzustände und Charaktere erzielte sie mittels Abwechslung ihres Gesichtsausdruckes sowie ihrer Gebärden und Körperstellungen unter Verwendung geringster Requisiten, etwa eines Schals. So stellte sie einmal eine ausgelassene Bacchantin und im nächsten Moment eine büßende Magdalena dar. Emma erreichte durch ihre vielbewunderten Auftritte, die sie als Attitüden bezeichnete, als Schönheit und als Künstlerin, aber auch als Sängerin eine fast europaweite Berühmtheit, die die Kunsthistorikerin Ulrike Ittershagen mit der Marilyn Monroes im 20. Jahrhundert vergleicht. Im März 1787 kam der 37-jährige Johann Wolfgang von Goethe auf seiner Italienreise nach Neapel und war ebenfalls von Emmas Schönheit und Attitüden-Aufführungen beeindruckt. Wie zuerst Romney porträtierten sie viele weitere berühmte und von ihrem blendenden Aussehen bezauberte Maler wie Angelika Kauffmann, Johann Heinrich Wilhelm Tischbein, Joshua Reynolds, Thomas Lawrence, John Hoppner und Élisabeth Vigée-Lebrun.
Während die neapolitanische Königin Maria Karolina, eine Tochter Kaiserin Maria Theresias, Emma anfangs ablehnend gegenüberstand, weil sie diese nur als Mätresse des britischen Botschafters betrachtete, fand König Ferdinand IV. sofort an Emmas Schönheit Gefallen. Elizabeth, Duchess of Argyll, eine alternde Schönheit, kam 1789 auf Kur nach Neapel und schloss mit Emma enge Freundschaft. Letzterer eröffnete sich dadurch der Zugang zum ihr bisher verwehrten Zirkel der in Süditalien weilenden britischen Aristokratie, die in ihr ähnlich wie Maria Karolina nur eine durch die Gunst des alten Diplomaten aus dem Nichts emporgestiegene Kurtisane gesehen hatte. Nun war es Emma auch erlaubt, sich regelmäßig mit den bedeutendsten Mitgliedern des Hofes zu treffen, insbesondere mit dem Minister John Acton, einem der höchstrangigen Vertrauten der neapolitanischen Königin.
1790 beschloss Sir William Hamilton, seine Beziehung zu Emma zu legalisieren. Greville war schockiert, als er erfuhr, dass sein Onkel seine ehemalige Geliebte zu heiraten beabsichtigte. Der Botschafter hegte aber Befürchtungen, dass diese Verbindung seiner Karriere schaden könnte. Daher wollte er zuerst nach London reisen und sich die Zustimmung des britischen Königs holen. Im Mai 1791 kamen Emma und Sir William in London an und bereiteten ihre Hochzeit vor. Diese Nachricht war in der Metropole bald ein Hauptgesprächsthema. Emma traf zahlreiche Freunde und Verwandte ihres Bräutigams und musste viele gesellschaftliche Termine wahrnehmen. Sie sah ihren alten Bekannten Romney wieder, der aufblühte und erneut in einigen Sitzungen Gemälde von ihr schuf. Sir William und seine künftige Gattin trafen auch den Schriftsteller, Künstler und Politiker Horace Walpole, der von Emmas Gesangskünsten beeindruckt war. Freilich fehlte es auch nicht an kritischen oder spöttischen Stimmen. Im August besuchte Mrs. Cadogan, Emmas Mutter, ihre neunjährige Enkelin Little Emma, die inzwischen Emma Carew genannt wurde und ihre Mutter nur ein paar Wochen 1784 gesehen hatte. Königin Charlotte weigerte sich strikt, dass Sir William Hamiltons Mätresse am Hof empfangen wurde, doch König Georg III. gab dem Diplomaten seine geheime Zustimmung zur Heirat. Am 6. September 1791 fand die Hochzeitszeremonie in der Marylebone Church statt, wo sich die nunmehrige Lady Hamilton als Amy Lyon in das Register eintrug – für die britische Aristokratie ein Skandal.
Auf der Rückreise nach Neapel kamen Sir William und Lady Hamilton in das von der Französischen Revolution erschütterte Paris, wo sie ein persönliches Gespräch mit Marie-Antoinette führten, ohne dass darüber Näheres bekannt wäre. Die unter Hausarrest stehende französische Königin gab ihnen einen vertraulichen Brief an ihre Schwester Maria Karolina mit. Deshalb wurde Emma von der Königin von Neapel empfangen und in der folgenden Zeit ihre enge Vertraute und Freundin. Maria Karolina spielte damals die tonangebende Rolle am Königshof. Im Gefolge der Französischen Revolution kam es zwischen Frankreich und anderen europäischen Großmächten zu kriegerischen Konflikten. Die neapolitanische Königin wurde spätestens seit der Hinrichtung ihrer Schwester Marie-Antoinette und von deren Gatten Ludwig XVI. (1793) zur unversöhnlichen Gegnerin Frankreichs, sah ihr eigenes Reich bedroht und erhoffte sich Militärschutz von der britischen Flotte. Wegen ihrer Freundschaft mit Maria Karolina zog sich Lady Hamilton ebenso den Zorn der mit den Franzosen sympathisierenden Partei zu. So behaupteten verleumderische Zungen, die beiden Frauen unterhielten eine lesbische Beziehung.
Am Hof wurde Emma (irrtümlicherweise) als Miladi angesprochen. Aufgrund ihrer nunmehr herausragenden Stellung in Neapel rechneten es sich auch vornehme britische Besucher zur Ehre an, von ihr empfangen zu werden. Nachdem etwa die Countess of Malmesbury zu Gast gewesen war, schrieb sie am 11. Januar 1792 ihrer Schwester Lady Elliot, dass sie nie etwas Eindrucksvolleres als Lady Hamiltons Attitüden gesehen habe. Knapp fünf Jahre später meinte aber Sir Gilbert Elliot in einem Brief an seine Gattin (vom 6. November 1796), dass Emma ihre makellose Figur schon verloren habe; ihr Gesicht sei schön, sie habe sich viel Wissen in Geschichte und Kunst erworben und zeige weiterhin ein außerordentliches Talent für ihre Attitüden, doch entspreche ihr Benehmen mehr dem einer Bardame als einer vornehmen Frau. Im Auftrag William Hamiltons schuf der deutsche Maler Rehberg Porträts von einer Auswahl ihrer Attitüden, die 1794 als Drawings faithfully copied from Nature at Naples, and with permission dedicated to the Right Honourable Sir William Hamilton veröffentlicht wurden.
Im Dezember 1792 bat Emma ihren ehemaligen Geliebten Greville, ihr 20 Pfund vorzustrecken, um es ihrer Großmutter nach Hawarden zu schicken, weil sie ihr persönliches, von ihrem Gatten jährlich gestiftetes Budget wie immer längst ausgegeben hatte und Sir William damals ernsthaft krank war, sodass er für die Zahlung nicht aufkommen konnte. In den Folgejahren verschlechterte sich der Gesundheitszustand des britischen Diplomaten immer wieder, und Emma kümmerte sich dann um ihn wie eine Krankenschwester.

### Politische Rolle als Vertraute Maria Karolinas
Im August 1793 konnten die vereinigten Spanier und Briten unter dem Kommando des Oberbefehlshabers der britischen Mittelmeerflotte, Admiral Samuel Hood, den bedeutenden südfranzösischen Flottenstützpunkt Toulon einnehmen, da er von französischen Royalisten ausgeliefert wurde. Um militärische Unterstützung vom Königreich Neapel zur Behauptung Toulons zu erhalten, entsandte Hood den 35-jährigen Kapitän, nachmaligen Admiral und Seehelden Horatio Nelson, der auf dem Schiff HMS Agamemnon am 11. September 1793 im Hafen von Neapel landete. Seinem diplomatischen Auftrag war voller Erfolg beschieden. Bei dieser Gelegenheit lernte Nelson Lady Hamilton flüchtig kennen. Der unglücklich verheiratete spätere Seeheld schloss mit dem britischen Botschafter Freundschaft und war wohl von dessen Frau bezaubert, konnte mit ihr aber kaum Zeit verbringen. In einem Brief an seine Gattin Fanny charakterisierte Nelson Lady Hamilton als liebenswerte Frau, die dem Rang, in den sie erhoben wurde, alle Ehre mache. Nach seiner baldigen Abfahrt hatte Nelson die nächsten fünf Jahre keinen Kontakt mit Emma. Toulon hingegen wurde schon im Dezember 1793 durch die Strategie des damals am Beginn seiner Karriere stehenden Napoleon Bonaparte von der französischen Revolutionsarmee zurückerobert.
Durch ihre Bekanntschaft mit Maria Karolina spielte Emma ab nun auch eine politische Rolle. Wegen der häufigen Krankheiten ihres Gatten vertrat sie ihn zunehmend bei seinen diplomatischen Aufgaben. Sie fungierte auch als Mittlerin zwischen dem neapolitanischen Königshof, dessen politisches Überleben von der Unterstützung Großbritanniens abhing, und der britischen Botschaft. Maria Karolina fühlte sich von Spionen umgeben. Da aber die Korrespondenz zwischen der Königin und Lady Hamilton aufgrund der Freundschaft der beiden Damen keinen Verdacht erregte, adressierte Maria Karolina öfters vertrauliche Briefe an ihre Vertraute, die in Wahrheit an deren Gatten in seiner Funktion als britischer Botschafter gerichtet waren. Über das Ausmaß von Emmas Anteil an diesen diplomatischen Beziehungen zwischen Neapel und Großbritannien gibt es jedoch differierende Meinungen.
Anfang 1795 gelang es Maria Karolina, einen vertraulichen, an ihren Gatten Ferdinand gerichteten Brief zu entschlüsseln. Dieses Dokument hatte Ferdinand von seinem Bruder, dem spanischen König Karl IV., erhalten, der darin seine Absicht bekundete, sich politisch umzuorientieren und mit Frankreich Frieden zu schließen. Die neapolitanische Königin übergab am 29. April 1795 den für die britische Regierung interessanten Brief für einen Tag Lady Hamilton, die ihn übersetzte und diese Kopie an den britischen Außenminister Lord Grenville sandte. Bei ihrem späteren Konflikt mit der britischen Regierung behauptete Lady Hamilton, dass sie die Zusendung dieser Kopie 400 Pfund gekostet hätte. Im September 1796 bekam Maria Karolina einen weiteren Brief in ihre Hände, der besagte, dass Spanien einen Angriffs- und Verteidigungspakt mit Frankreich geschlossen hatte. Wieder übersetzte Lady Hamilton den Brief und schickte ihn nach Großbritannien, das daraufhin ohne Kriegserklärung spanische Schiffe abfing. Nelson bestätigte später im letzten Kodizill seines Testaments, dass Emma diesen Kriegsabsichten gegen Großbritannien verratenden Brief des spanischen Königs erhalten und weitergeleitet habe.
Napoleons Armada brach am 20. Mai 1798 von Toulon aus zum Ägyptenfeldzug auf. Nelson verfolgte die französische Flotte, kannte aber deren Ziel nicht und hatte großen Rückstand. Am 17. Juni 1798 ging er bei Neapel vor Anker, um Minister Acton um die Erlaubnis zu bitten, in den sizilianischen Häfen Proviant und Wasser erhalten zu können. Damit wäre aber der 1796 von Frankreich mit dem Königreich der beiden Sizilien geschlossene Vertrag unterlaufen worden, laut dem höchstens zwei britische Schiffe die Häfen Siziliens anlaufen durften. Nelsons Vertrauter, Kapitän Thomas Troubridge, und das Ehepaar Hamilton suchten in einer eilig einberufenen Konferenz, Acton den britischen Wünschen geneigt zu machen, der aber im Hinblick auf Frankreich nur dazu bereit war, im Namen des Königs einen vagen, inoffiziellen Befehl zur Verproviantierung der britischen Flotte zu signieren. Da informierte Emma ihre Freundin Maria Karolina, die umgehend einen von ihr persönlich unterzeichneten Brief verfasste, der alle Gouverneure sizilianischer Häfen zur ungehinderten Versorgung von Nelsons Schiffen aufforderte. Nach einem vorerst erfolglosen Aufspürungsversuch der französischen Flotte in Alexandria kehrten Nelsons Schiffe zurück, wurden aber Mitte Juli 1798 in Palermo abgewiesen. Auf ein Protestschreiben des Admirals sandte Maria Karolina unter Emmas Einfluss neue Briefe an die sizilianischen Gouverneure, so dass Nelson sich schließlich in Syrakus verproviantieren konnte. Der britische Seeheld bestätigte später in seinem Testament Lady Hamiltons Behauptung, dass er nur aufgrund ihres Einsatzes bei der neapolitanischen Königin die nötige Versorgung in Syrakus erhalten und daher sofort die Verfolgung der französischen Flotte habe fortsetzen können; andernfalls hätte er nach Gibraltar zurückkehren müssen und wertvolle Zeit verloren. So habe sie seinen Sieg in der Seeschlacht bei Abukir (1. August 1798) ermöglicht.

### Bekanntschaft mit Nelson
Gut einen Monat nach Nelsons Vernichtung der französischen Flotte bei Abukir (nahe Alexandria) traf die Nachricht von diesem Sieg in Neapel ein und Emma beglückwünschte den Seehelden in erfreuten Briefen. Am 22. September 1798 kam er vor Neapel an und wurde jubelnd von zahlreichen, ihm auf vielen Booten entgegenfahrenden Leuten empfangen. Auch die Hamiltons und der König von Neapel waren unter den Gratulanten. Als Emma an Bord von Nelsons Flaggschiff Vanguard ging, rief sie: „Oh Gott, ist das möglich!“ und fiel, der Ohnmacht nahe, in den Arm des Admirals. In den folgenden Tagen pflegte sie ihn aufopfernd, als er wegen einer in der Schlacht erhaltenen Kopfwunde schwer krank war, und kurierte auch seine nervliche Erschöpfung. Seiner Gattin Frances Herbert Nelson (genannt Fanny) schrieb sie erfreuliche Briefe über seinen Gesundheitszustand. Viele verschwenderische Feste wurden zu seinen Ehren veranstaltet und Königin Maria Karolina überschüttete ihn mit Komplimenten. Damals entwickelte sich möglicherweise die Liebesbeziehung zwischen Emma und Nelson, die bald zu viel Tratsch Anlass gab und vom schon alten und kranken Sir William Hamilton offenbar toleriert wurde. Emmas Gatte und Nelson empfanden große Hochachtung für einander. Es begann eine jahrelange Dreiecksbeziehung.
Am 29. September 1798 gab Emma aus Anlass von Nelsons Geburtstag ein prachtvolles Fest. Wie ein Brief des Admirals an seine Gattin verbürgt, waren 80 Leute zum Diner geladen, und nicht weniger als 1740 Gäste besuchten den Ball. Dabei kam es aber zu einem peinlichen Zwischenfall, als der 18-jährige Stiefsohn Nelsons seinem Ziehvater öffentlich Ehebruch mit Lady Hamilton vorwarf.
In Siegeslaune starteten die Neapolitaner auf Initiative Maria Karolinas eine Offensive gegen die Franzosen, die zur Einnahme Roms führte. Doch rasch wurden die neapolitanischen Truppen vom französischen General Jean-Étienne Championnet zurückgeschlagen, der daraufhin mit seiner Armee in Maria Karolinas Königtum Neapel einrückte.

### Flucht nach Palermo und Rückkehr
Das Königspaar entschloss sich, auf Nelsons Schiffen nach Palermo zu flüchten, als eine Revolte antiroyalistisch gesinnter Untertanen drohte und die französischen Truppen immer näher an Neapel heranrückten. Maria Karolina ließ den königlichen Schatz zu Lady Hamilton schaffen, die ihn in Fässern und Kisten mit der unverfänglichen Aufschrift Waren an Nelson auf die Schiffe verladen ließ. Das Geld, die wertvollsten Gemälde und die antiken Vasen Sir Hamiltons sollte an Bord der Colossus nach Großbritannien überführt werden, die aber in einen Sturm geriet und sank. Da eine heimliche Flucht geplant war, begab sich die Königsfamilie in der Nacht des 21. Dezembers 1798 vom Palast durch unterirdische Gänge zum Hafen. Die Hamiltons hatten gleichzeitig zum Schein einen Ball in der türkischen Botschaft besucht, verließen diesen verstohlen und trafen am Strand die Königsfamilie. Diese, ein Teil ihres Hofstaats und das Diplomatenehepaar wurden in Booten zu Nelsons vier Schiffen gerudert, wo sich insgesamt etwa 2000 Flüchtlinge, darunter viele Briten, befanden. Die Überfahrt nach Sizilien wurde durch den schwersten Sturm, den der Seeheld je erlebt hatte, extrem erschwert. Viele Schiffsreisende waren seekrank und ängstlich. In dieser Situation bewahrte Emma ihre Fassung und gebärdete sich äußerst mutig. Diese Tapferkeit rang Nelson großen Respekt ab. Sie pflegte die ganze Nacht den unter Krämpfen leidenden jüngsten Sohn des Königspaars, Alberto Maria, so gut sie konnte; dennoch starb das Kind in ihren Armen. Trotz der Tragödie suchte sie die Königsfamilie so weit wie möglich zu trösten. Sir William hatte seine Pistolen in Griffweite, denn er wollte sich im Fall eines Schiffbruchs lieber erschießen als zu ertrinken. Schließlich kam die Flotte in der Nacht zum 26. Dezember 1798 in Palermo an, wo ungewöhnliche Kälte herrschte. Trotzdem mussten die Hamiltons sowie Maria Karolina und ihre Familie zunächst in kalten, ungeheizten Häusern wohnen und frieren.
Im Januar 1799 zog Championnet siegreich in Neapel ein. Die Parthenopäische Republik wurde ausgerufen und die Franzosen erhielten von zahlreichen antimonarchistisch gesinnten Untertanen Maria Karolinas Unterstützung, die diesen Überläufern mit Vergeltung drohte. In den kalten Winternächten spielten Lady Hamilton und Nelson Karten und andere Glücksspiele und riskierten den Verlust hoher Geldsummen, so dass der Seeheld von seinen Offizieren gerügt wurde.
Der Kardinal Fabrizio Ruffo eroberte für die neapolitanische Königsfamilie ab Februar 1799 das verlorengegangene festländische Terrain rasch zurück. Der Hauptteil der Franzosen zog im Mai ab und im Juni leisteten nur noch wenige französische Truppen und republikanisch gesinnte Süditaliener in einigen Burgen Neapels Widerstand. Erst nach einem Meinungsumschwung stimmte Nelson einem von Ruffo ausgehandelten Vertrag zu, der diesen letzten verschanzten Anhängern der Parthenopäischen Republik freien Abzug gewährte. Diese wurden aber von Nelson unter Bruch seines Versprechens am 28. Juni verhaftet, nachdem sie ihre Zufluchtsstätten geräumt hatten. Der zu den Revolutionären übergelaufene neapolitanische Admiral Francesco Caracciolo wurde in der Nacht zum 29. Juni an Bord von Nelsons Schiff Minerva gehängt.
Während Maria Karolina auf Befehl ihres Gatten in Palermo zurückbleiben musste, kehrte Ferdinand IV. am 10. Juli 1799 nach Neapel zurück und ließ ein blutiges Strafgericht über die besiegten Gegner der Monarchie ergehen. Von Palermo aus suchte die Königin die Strafen sogar noch zu verschärfen. Lady Hamilton blieb als Stellvertreterin der verbannten Königin an Bord von Nelsons Flaggschiff Foudroyant, musste Maria Karolina ständig Bericht über die Vorkommnisse in Neapel erstatten und auch deren andere Wünsche erledigen. Zeitweise wurde sie auch als Dolmetscherin Nelsons eingesetzt. Laut einem Brief des Admirals an ihre Mutter war Emma ganz erschöpft von der Behandlung zahlreicher Bittgesuche von Rebellen und Jakobinern. Ihre durch die Beziehung mit Nelson und die Freundschaft mit dem Königspaar gesteigerte politische Rolle zog ihr viel Missgunst zu. Sie wurde beschuldigt, erbarmungslos die Hinrichtungswelle des grausamen Königs unterstützt und Gnadengesuche gefangener Republikaner – von denen manche früher sogar ihre Freunde gewesen seien – ignoriert zu haben. Sie soll auch Befriedigung bei der Hinrichtung Caracciolos gezeigt und dessen gehängten Leichnam aus der Nähe betrachtet haben. Ihr Briefwechsel mit Maria Karolina scheint aber eher zu belegen, dass sie sich, so weit es in ihrer Macht stand, für Milde gegen die Gefangenen einsetzte.
Als die Hamiltons Anfang August 1799 ihre ehemalige Residenz, den Palazzo Sessa, zerstört fanden, kehrten sie mit Nelson und dem König nach Palermo zurück. Dort wurden der Admiral und das Diplomatenehepaar mit luxuriöser Pracht gefeiert und vom Königspaar mit teuren Geschenken bedacht. Während der mehrwöchigen Rückkehr von Lord Keith nach Großbritannien (Oktober 1799) wurde Nelson vorübergehend Oberbefehlshaber der britischen Mittelmeerflotte. Deshalb musste er die Blockade des von den Franzosen besetzten Maltas fortführen und viele andere Aufgaben übernehmen. Somit war er nur selten in Palermo. Während seiner Abwesenheit ernannte er Lady Hamilton zu seiner Stellvertreterin. In dieser Eigenschaft empfing sie eine Delegation Malteser, die über Hunger auf der Insel durch die jahrelange britische Blockade klagte. Später (1811) behauptete sie, dass sie mehrere Schiffsladungen Weizen im Wert von 5000 Pfund aus eigener Tasche für die hungernden Insulaner gekauft habe. Ihre Version ist unglaubwürdig, da sie nicht über so viel Geld verfügte. Immerhin dürfte sie sich dafür eingesetzt haben, dass die Malteser verproviantiert werden dürften. Aufgrund dieser Verdienste bat Nelson Paul I. als Großmeister des Malteserordens um das Kreuz des Ordens für Lady Hamilton, das sie auch im Dezember 1799 vom Zaren verliehen bekam.

### Rückreise nach London durch Zentraleuropa
Im Januar 1800 erfuhr Sir William Hamilton, dass er aus Altersgründen von seinem Botschafterposten abberufen werden sollte. Maria Karolina äußerte in einem Brief an Emma ihre Enttäuschung darüber. Nelson missachtete Befehle des als Oberbefehlshaber der Mittelmeerflotte zurückgekehrten Lord Keith, um in Emmas Nähe bleiben zu können. Seinen Vorgesetzten war sein Ungehorsam ein Dorn im Auge und sie machten dafür auch Lady Hamilton wegen ihrer Liebschaft zu ihm verantwortlich. Ab Ende April machte Nelson mit dem Ehepaar Hamilton an Bord der Foudroyant eine einmonatige Kreuzfahrt in die Nähe des weiterhin französisch besetzten Maltas. Emma verbrachte die Nächte mit dem Seehelden und wurde von ihm schwanger, während ihr an Bord anwesender Gatte diese Beziehung offenbar mit philosophischer Ruhe ertrug. Der erste Lord der Admiralität, George Spencer, beorderte Nelson schließlich nach Großbritannien zurück, um dort seine Wunden zu heilen und seine alte Stärke wiederzufinden.
Die neapolitanische Monarchin, die sich von den Regierungsgeschäften zunehmend ausgeschlossen fühlte, beschloss, eine Reise nach Wien zu ihren kaiserlichen Verwandten zu unternehmen. Etwa am 10. Juni 1800 verließ sie Palermo mit ihren drei unverheirateten Töchtern, ihrem jüngeren Sohn und einigen Dienern und machte sich in Begleitung der Hamiltons, Emmas Mutter und Nelsons auf den Weg. Der Admiral brachte die Gruppe zunächst auf seinen Schiffen nach Livorno. Von dort reisten sie in Kutschen unter manch widrigen Umständen und bisweilen in gefährlicher Nähe zu französischen Truppen über Florenz nach Ancona. Dann gingen sie an Bord einer russischen Fregatte und segelten nach Triest. Nach weiteren 500 km erreichten sie am 18. August 1800 Wien. Maria Karolina begab sich mit ihrem Gefolge nach Schloss Schönbrunn, während die übrigen Reisenden in einem Gasthaus am Graben logierten.
Nelson wurde auch in Wien bejubelt und erhielt sogar einmal eine Privataudienz bei Kaiser Franz II. Am 6. September 1800 war er mit den Hamiltons in Eisenstadt auf dem Schloss des Fürsten Esterházy zu Besuch. Zu seinen Ehren wurde ein von Joseph Haydn dirigiertes Konzert veranstaltet. Doch hörte er es nicht zu Ende, sondern eilte mit Emma zum Spieltisch. Dennoch dürfte Lady Hamilton dem berühmten Komponisten einige Zeit Gesellschaft geleistet haben. Zu seiner Klavierbegleitung sang sie etwa die Kantate Ariadne auf Naxos. Von einigen damaligen Beobachtern wurde sie als anmaßend und Nelson dominierend beschrieben. Außerdem stellte man fest, dass sie dick geworden war; dies ist teilweise durch ihre fortgeschrittene Schwangerschaft erklärbar. Am 23. September nahm sie von ihrer Freundin Maria Karolina Abschied, die sich sehr traurig darüber gab. Dieses sollte das letzte Treffen der beiden Frauen sein.
Über Prag reisten Nelson und die Hamiltons nach Dresden weiter. Dort waren sie beim britischen Botschafter Hugh Elliot zu Gast. Die damals ebenfalls anwesende Irin Melesina Saint George-Trench lässt in ihren Reiseaufzeichnungen kaum ein gutes Haar an Emma. Sie sei eitel, habgierig und vorlaut gewesen und habe zu viel Champagner getrunken. Nur ihre Attitüden bewunderte auch Mrs. Saint George-Trench uneingeschränkt. Nelson machte unangemessene Bemerkungen, als Lady Hamilton eine Einladung zum sächsischen Kurfürsten Friedrich August III. abgeschlagen wurde. Elliot wollte seine unliebsamen und von ihm als peinlich empfundenen Gäste so rasch wie möglich loswerden und geleitete sie unter einem Vorwand nach Hamburg, wo Emma den berühmten, damals bereits 76-jährigen Dichter Friedrich Gottlieb Klopstock kennenlernte. Nach einigem Warten konnten die Briten schließlich nach Great Yarmouth auf den Britischen Inseln übersetzen, wo sie Anfang November 1800 ankamen und nach London weiterreisten.

### Dreiecksbeziehung in England
Im Nerot’s Hotel in der britischen Hauptstadt kam es am 9. November 1800 zu einem spannungsgeladenen Treffen zwischen dem Ehepaar Hamilton, Nelson und seiner Gattin Fanny; außerdem war Nelsons alter Vater Edmund, ein Pfarrer, anwesend. Emma und Fanny, die Rivalinnen um die Gunst des Admirals, sahen sich noch einige Male, so etwa am 25. November im Drury Lane Theatre. Bei dieser Gelegenheit erlitt Fanny einen Ohnmachtsanfall, angeblich, weil sie die Aufmerksamkeiten ihres Gatten für Emma nicht mehr ertragen konnte. Zu Weihnachten begleitete Nelson ohne seine Gemahlin die Hamiltons, die einer Einladung des reichen Schriftstellers William Beckford in dessen Landhaus Fonthill in Wiltshire folgten. Dort traf Emma die berühmte Sängerin Georgina Brigida Banti, die sie bereits in Neapel kennengelernt hatte. Die beiden Frauen sangen bezaubernd im Duett. Auch ihre Attitüden führte Emma wieder auf. Ende Dezember nach London zurückgekehrt, wohnten die Hamiltons in einem gemieteten kleinen Stadthaus am Piccadilly Nr. 23, während Nelson anstandshalber zu seiner Gattin zog. Doch Fanny beendete schon am 12. Januar 1801 die Beziehung, da ihr Gatte nicht auf seine Geliebte verzichten wollte. Nun wohnte Nelson bei den Hamiltons. Alle drei wurden deshalb von der High Society und vom Königshaus ungnädig behandelt. Gazetten veröffentlichten satirische Karikaturen von Nelson als Verführer, Hamilton als altem Hahnrei und Emma als dicker Nymphomanin.
Da die britische Regierung Sir William Hamilton für seine treuen Dienste und seine Verluste durch den Untergang der Colossus mit großen Teilen seines Vermögens keine Entschädigung leistete, musste er viele Stücke seiner Antikensammlung und etliche wertvolle Gemälde, auch solche von Emma, verkaufen. Ende Januar 1801 gebar Lady Hamilton eine Tochter, die sie mit Nelson gezeugt hatte. Vielleicht handelte es sich aber um Zwillinge, von denen ein Kind eine Totgeburt war. Um keinen Verdacht zu erregen, gab sie das überlebende Neugeborene zu einer Amme namens Mrs. Gibson im Londoner Stadtteil Marylebone. Der Admiral musste damals auf der Ostsee Dienst versehen, erfuhr durch die Korrespondenz mit seiner Geliebten von der Geburt seines Kindes und wünschte, dass es den Namen Horatia erhielt. Zur Verschleierung seines Verhältnisses bezeichnete er Emma in seinen Liebesbriefen als Mrs. Thompson (sog. Thompson letters, die seine Vaterschaft für Horatia eindeutig belegen). Als er erfuhr, dass der Prince of Wales im Februar 1801 die Hamiltons besuchen wollte, wurde er sehr eifersüchtig, weil er glaubte, dass dieser Adlige Emma zu verführen beabsichtige. Der Prince hatte sie nämlich kurz vor ihrer Heirat im August 1791 kennengelernt und war von ihr sehr angetan. Auf Nelsons Drängen entzog sich seine Geliebte aber nun einem erneuten Treffen. Bei einem kurzen Urlaub Ende Februar 1801 besuchte Nelson seine Tochter bei der Amme und in späterer Zeit allein oder gemeinsam mit Lady Hamilton mehrmals. Wieder auf See schrieb Nelson seiner Geliebten am 1. März 1801 einen unverschlüsselten Liebesbrief.
Nelsons Sieg in der Seeschlacht von Kopenhagen (2. April 1801) feierten die Hamiltons mit ausgewählten Gästen, unter anderem Emmas Ex-Geliebten Charles Greville. Lady Hamilton sang dabei ein Lied zum Ruhm des erneut siegreichen Admirals und tanzte eine Tarantella. Nach der Rückkehr Anfang Juli schob der Seeheld einen kurzen erholsamen Urlaub mit den Hamiltons in Surrey ein. Napoleons Invasionspläne in Großbritannien zwangen ihn bald, den Marinedienst wieder aufzunehmen, doch scheiterte sein Versuch, die französische Flotte bei Boulogne-sur-Mer zu vernichten (August 1801).
In Nelsons Auftrag suchte indessen Emma einen Landsitz für ihn und entschied sich für das Gehöft Merton Place, das acht Meilen von London entfernt in Surrey lag und mit 9000 Pfund Kaufpreis Nelsons Finanzen überstieg, so dass er es in Raten bezahlen musste. Lady Hamilton kümmerte sich auch um die Innenausstattung und kam dabei allen Wünschen des Admirals nach. Dieser kam im Oktober 1801 in sein neues Landdomizil und war damit sehr zufrieden. Emma sorgte wieder für die Verbesserung seiner gesundheitlichen Konstitution. Auch ihr Gatte, Sir William Hamilton, wohnte in Merton. Im November kamen Familienangehörige des Admirals zu Besuch: zuerst sein Vater Edmund Nelson, danach sein Bruder William Nelson und seine Schwester Susanna Bolton samt deren Familien. Der Seeheld genoss das Familientreffen und Emma wurde von seinen Verwandten freundlich behandelt. Lady Hamilton ging indessen mit dem Geld ihrer beiden Männer trotz deren nicht rosiger finanzieller Lage sehr verschwenderisch um und ließ in Merton etwa ein Wasserklosett (das erst kurz zuvor erfunden worden war) und einen teuren Küchenherd einbauen. Sir William war über ihre großen Ausgaben verärgert, ließ sie aber gewähren. Auch das Haus am Piccadilly behielt das Ehepaar. Lord Minto schrieb seiner Frau, nachdem er im März 1802 Merton besucht hatte, dass dort Wappen sowie zahllose Bilder von Nelson, seiner Geliebten und seinen Seesiegen hingen, eine nach Mintos Meinung extreme Selbstbeweihräucherung.
Der Friede von Amiens (25. März 1802) erlaubte Nelson für gut ein Jahr, unbeschwert ohne Dienstverpflichtungen in Merton leben zu können. Auch als er vom besorgniserregenden Gesundheitszustand seines Vaters erfuhr, blieb er auf seinem Landsitz, da er selbst ernsthaft krank war. An Emmas Geburtstag starb Edmund Nelson im Alter von 80 Jahren (26. April 1802), ohne dass sein Sohn anwesend war oder wenigstens an seinem Begräbnis teilnahm. Emma wurde beschuldigt, den Seehelden davon abgehalten zu haben, weil sein Vater sich so gut mit seiner Gattin Fanny verstanden habe. Eher dürfte Nelson tatsächlich an einer schweren Krankheit gelitten haben. Im Juli 1802 inspizierte Sir William Hamilton sein walisisches Gut Milford Haven. Seine Gattin sowie der wieder genesene Admiral und dessen Bruder William Nelson begleiteten ihn. Unterwegs wurde der Seeheld viel bejubelt und Emma sang öfter patriotische Lieder, denen sie ihren Geliebten belobigende Verse hinzufügte. Doch der George Spencer, 4. Duke of Marlborough, wollte Lady Hamilton sehr zu ihrem Ärger nicht empfangen. In Milford Haven traf sie auch Charles Greville wieder, der als Gutsverwalter seines Onkels agierte.
Nach der Rückkehr nach Merton litt Emma an Ekzemen und begab sich im September 1802 für eine Meerbäderkur nach Margate. Ihr Gatte begleitete sie widerwillig, langweilte sich aber so sehr, dass Emma aufgrund seines Ärgers schließlich wieder mit ihm heimreiste. Die Spannungen zwischen den Eheleuten nahmen in den letzten Lebensmonaten Sir Williams noch weiter zu. In einem etwa im November 1802 verfassten Brief an seine Gattin blieb er zwar höflich diplomatisch, drohte ihr aber mit Trennung, wenn seine Forderungen nicht erfüllt würden. Er beklagte sich, dass sie Nelson immer mehr Zuwendung schenke, betonte jedoch gleichzeitig seine weiterhin aufrechte Freundschaft zu dem Admiral. Insbesondere wollte er seinen Lebensrhythmus nicht mehr aufgezwungen bekommen und mehr Zeit etwa mit Angeln oder Museenbesuchen in London verbringen. Seinen Wünschen wurde offenbar Rechnung getragen. Seit 1798 hatte er die Beziehung seiner Gattin zu Nelson akzeptiert und öffentlich den Ahnungslosen gespielt, doch scheint ihm diese Disziplin am Ende seines Lebens schwergefallen zu sein. Emma führte aber weiterhin ein kostspieliges Leben und lud im Winter 1802 zahlreiche Gäste nach Merton ein, unter anderem Maria Karolinas Sohn Leopold.
Im nächsten Jahr nahte bald Hamiltons Tod. Nachdem er das Bewusstsein verloren hatte, wurde er in sein Haus am Piccadilly gebracht. Dort starb er trotz ärztlicher Behandlung am 6. April 1803, wobei Emma und Nelson seine Hände hielten.

### Fernbeziehung mit Nelson nach Hamiltons Tod
In seinem Testament vermachte Hamilton seiner Gattin nur eine Jahresrente von 800 Pfund, während Charles Greville sein Alleinerbe wurde. Auf dessen Befehl musste Lady Hamilton sofort das Haus am Piccadilly räumen. Damals beliefen sich ihre Schulden – die sie ihrem Gatten verschwiegen hatte – wohl bereits auf bis zu 7000 Pfund. Nelson hatte sich Emmas Wunsch, aus dem Seedienst auszuscheiden und Politiker zu werden, nicht gefügt. So zog er im Mai 1803 als Oberkommandierender der Mittelmeerflotte wieder in den Krieg gegen Napoleon, verfügte aber für seine Geliebte wegen ihrer prekären finanziellen Lage eine monatliche Zahlung von 100 Pfund und erlaubte ihr die freie Bewohnung des Gehöfts Merton.
Während Nelsons mehr als zweijähriger Abwesenheit auf See konnte Lady Hamilton nur über den Briefverkehr mit ihm Kontakt halten. Auf seinen Wunsch ließ sie Merton renovieren, wo das Paar das spätere Leben zu verbringen gedachte. Sie widmete Nelsons kleiner Nichte Charlotte viel Zeit und zog Horatia auf. Aber ihre Schulden drückten sie. Vergeblich bat sie die nach Neapel zurückgekehrte Maria Karolina um finanzielle Unterstützung. Ebenso wenig Erfolg hatte sie mit ihrer an Premierminister Henry Addington gerichteten Forderung nach einer Rente, die sie mit ihren in Neapel geleisteten diplomatischen Diensten begründete. Ende 1803 oder Anfang 1804 dürfte Lady Hamilton eine weitere Tochter des Admirals geboren haben, die auf Wunsch des brieflich informierten Vaters nach ihrer Mutter Emma genannt werden sollte, jedoch schon im Säuglingsalter starb.
Mitte August 1805 kam Nelson für ein paar Wochen nach Großbritannien zurück, lebte mit seiner Geliebten auf seinem Landsitz Merton in Queenborough und genoss das Zusammensein mit ihr. Er war aber öfter bei der Admiralität zu Gast, um die weiteren Maßnahmen gegen die mit der spanischen Armada vereinigte französische Flotte, die bei Cádiz vor Anker lag, zu erörtern. Bereits am 13. September 1805 musste er sich wieder auf den Weg zu seiner Flotte machen. Umstritten ist die Haltung Emmas bezüglich Nelsons so rascher Abreise. Angeblich hielt sie ihn nicht zurück, sondern ermutigte ihn, seine Pflicht zu erfüllen, so dass er bewundernd gesagt habe, wenn es mehr so tapfere Frauen wie sie gäbe, dann hätte England auch mehr Nelsons. Dass die verliebte Frau ihren Helden nach der langen Wartezeit so rasch wieder in den Krieg zurückkehren sehen wollte, scheint aber nicht gerade wahrscheinlich. Vor Nelsons Abreise besuchte das Paar die Kirche von Merton, empfing die heilige Kommunion und tauschte die Ringe aus, um in den Augen Gottes eine Ehe einzugehen.
Am 21. Oktober 1805 gewannen zwar die Briten in der Schlacht von Trafalgar überlegen gegen die spanisch-französische Flotte, doch wurde Nelson während des Kampfes von einer Kugel tödlich getroffen. Am 6. November erfuhr Lady Hamilton durch einen Abgesandten der Admiralität vom Ableben ihres Geliebten und erlitt einen Schock. Weder sie noch Nelsons Gattin Fanny wurden zum Staatsbegräbnis des Seehelden in der Saint Paul’s Cathedral (9. Januar 1806) eingeladen.

### Tod in Armut
In seinem Testament vermachte Nelson seiner Geliebten den Besitz von Merton, 2000 Pfund in bar und eine jährliche Rente von 500 Pfund aus den Einkünften des ihm verliehenen Herzogtums Bronte. Für seine Tochter Horatia hatte der Admiral 4000 Pfund vorgesehen; die Zinsen dieser Summe sollte Emma bis zum 18. Geburtstag Horatias erhalten und für deren Erziehung verwenden. In einem kurz vor dem Beginn der Schlacht von Trafalgar verfassten Anhang zu seinem Testament verwies er auf die diplomatischen Verdienste seiner Geliebten für ihr Vaterland während ihres Aufenthalts in Neapel und bat daher die britische Regierung, für Emmas standesgemäßen Unterhalt aufzukommen. Ebenso sollte die Regierung für Horatia sorgen, deren Adoptivvater er sei und die künftig Horatia Nelson heißen solle. Doch die Forderung des Nationalhelden nach einer staatlichen Unterstützung für Lady Hamilton blieb ungehört.
In ihrem letzten Lebensjahrzehnt wurde Lady Hamilton immer ärmer und kränker, letzteres als Folge langjährigen übermäßigen Alkoholkonsums. Die jährlichen Renten, die sie von ihrem Gatten und Nelson erhielt, wurden oft nicht pünktlich ausbezahlt und reichten nicht aus, ihre hohen Schulden zu bezahlen. Außerdem lebte sie trotz ihrer finanziellen Rückstände nicht gerade sparsam und auch der Erhalt von Merton war teuer. Eine von ihr in Auftrag gegebene Nelson-Biographie, die der Buchhändler James Harrison 1806 in zwei Bänden vorlegte, wurde ein Misserfolg. Einige Zeit konnte sie noch hoffen, dass sie gemäß Nelsons Willen von der Regierung eine Rente zugestanden bekäme. Als sich aber abzeichnete, dass dies nicht der Fall war, musste sie zur Bezahlung ihrer Schulden Merton zu verkaufen suchen, das aber nicht so rasch einen Käufer fand. Am 25. November 1808 traf sie sich mit ihren Freunden, um einen Weg aus ihrer verzweifelten Lage zu finden. Es wurde beschlossen, dass ihr gesamter Besitz (einschließlich Merton) im geschätzten Wert von 17.000 Pfund Treuhändern übergeben und zur Befriedigung der Forderungen ihrer Gläubiger verkauft werden sollte. Dafür wurden ihr 4500 Pfund vorgeschossen, um damit ihre dringendsten Schulden sofort zu begleichen und ihre täglichen Bedürfnisse zu decken. 1809 erwarb ein Sohn des reichen, mit Emma befreundeten jüdischen Bankiers Abraham Goldsmith das Grundstück in Merton. Im selben Jahr starb Lady Hamiltons ehemaliger Liebhaber Charles Greville, ohne sie testamentarisch zu bedenken.
Der Verkauf Mertons und die Hilfe ihrer Freunde verschafften Emma nur eine kurze Atempause. Bereits 1810 wurde sie von ihren Gläubigern von einem Wohnsitz zum nächsten verfolgt. Ein schwerer Verlust war für sie auch der Tod ihrer Mutter (14. Januar 1810), die sie stets treu in allen Lebenslagen unterstützt hatte. Ende 1810 verschied der alte Herzog von Queensberry, in dem Lady Hamilton noch zu Lebzeiten Nelsons einen Verehrer und Freund gefunden hatte. Er vermachte ihr eine jährliche Rente von 500 Pfund, doch wurde um sein Testament ein langer Prozess geführt, so dass sie nicht die ihr zugedachten Summen erhielt.
Wegen ihrer hohen Schulden wurde Lady Hamilton schließlich verklagt und zur Haft im Schuldnergefängnis King’s Bench Prison in Southwark verurteilt, durfte aber mit Horatia gegen Bezahlung einer geringen Miete in einer nahegelegenen Baracke unter Hausarrest leben. Vergeblich waren ihre Bitten an den Prince of Wales, wobei sie auf Nelsons letzten Willen und ihre eigenen diplomatischen Verdienste für ihr Vaterland in Neapel hinwies. Nach Aufstellung einer Kaution durch einen Freund wurde sie im März 1813 freigelassen, aber schon im Juli 1813 erneut im selben Gefängnis interniert. Mit Hilfe ihres reichen Gönners Alderman Joshua Smith erreichte sie im Juni 1814, dass Nelsons Bruder William ihr 225 Pfund Vorschuss auf ihre jährliche Rente überwies, mit denen sie denjenigen Gläubiger einstweilen zufriedenstellte, der gegen sie geklagt hatte. Daher durfte sie vorübergehend wieder das Gefängnis verlassen.
Ihre wiedererlangte Freiheit nutzte Emma im Juli 1814 zur Flucht nach Frankreich, da von Napoleon wegen dessen Niederlage und Verbannung keine Gefahr mehr drohte. Mit ihrer Tochter Horatia und einer geringen Geldsumme landete sie im Juli 1814 in Calais. Zunächst logierten Emma und Horatia noch in verhältnismäßig teuren Unterkünften und leisteten sich nach Auskunft ihrer damaligen Korrespondenz zeitweise Rebhühner, Puten und Steinbutte. Außerdem ließ Lady Hamilton ihre Tochter weiterhin unterrichten. Nachdem im Oktober auch ihr letztes Geld fast aufgebraucht war, bezog sie mit Horatia eine billige Wohnung in der Rue Française Nr. 27 und bat in flehentlichen Briefen an Lord Sidmouth und William Nelson um eine finanzielle Spritze. Sie erhielt kleinere Beträge, war aber krank, lag oft im Bett und sprach aus Kummer übermäßig dem Alkohol zu. Vielleicht trat sie während ihrer letzten Lebensstation in Frankreich der katholischen Kirche bei.
Am 15. Januar 1815 starb Emma Hamilton in Calais an Leberzirrhose als Folge von Alkoholismus; an ihrem Totenbett waren nur Horatia und ein Priester anwesend. Sechs Tage später wurde sie in einem bescheidenen Grab des Friedhofs der Kirche Saint Pierre in Calais beerdigt. Die Kosten für das Begräbnis von über 28 Pfund trug ein nicht näher bekannter Henry Cadogan; sie wurden ihm später von Mr. Smith zurückerstattet. Emmas Mutter hatte sich seit 1782 ebenfalls Mrs. Cadogan genannt, und laut einer Version war Henry Cadogan angeblich der Sohn eines Arztes aus Glamorganshire, bei dem Emmas Mutter einige Zeit angestellt gewesen sein soll. Der Sarg der verblichenen Lady Hamilton wurde 1816 auf die Ebene von Brochot (bei Saint Pierre) überführt. Im Jahre 1849 wurden ihre sterblichen Überreste zum Südfriedhof an der Route de Dunkerque gebracht und in einem Massengrab beigesetzt. Wo sie heute ruhen, ist unbekannt. Das Haus, in dem Emma verstorben war, fiel den deutschen Bombenangriffen des Zweiten Weltkriegs zum Opfer. An der Stelle ihres ursprünglichen Grabes, die heute im Parc Richelieu im Zentrum von Calais liegt, wurde ihr 1994 ein Denkmal errichtet.
Horatia wurde vom britischen Konsul in Calais nach Großbritannien zurückgebracht und zunächst von Nelsons Schwester und deren Gatten, Kate und George Matcham, und danach von der Familie von Nelsons Schwester Susanna, den Boltons, aufgezogen. 1822 heiratete sie Reverend Philip Ward, gebar ihm acht Kinder und starb 1881. Obwohl sie wusste, dass Nelson ihr Vater war, wollte sie nie zugeben, dass Emma ihre Mutter war. Der letzte erhaltene Brief von Lady Hamiltons älterer Tochter, Little Emma, den diese 1810 an ihre Mutter richtete, ist ein melancholisches und teils rätselhaftes Schreiben. Viele Punkte im Verhältnis von Little Emma zu ihrer Mutter bleiben dunkel. Vermutlich trat Little Emma ein paar Jahre später in ein im Osten London gelegenes Kloster ein, wo sie ihr weiteres Leben verbrachte und starb.

## Nachwirkung
Das abenteuerliche Leben der schönen Lady Hamilton, das zu ihren Lebzeiten einige Skandale hervorrief, wurde in zahlreichen Romanen und Theaterstücken verewigt. Am 20. Oktober 1921 wurde der Stummfilm Lady Hamilton von Richard Oswald uraufgeführt. Eduard Künneke schrieb über sie die (historisch nicht korrekte) Operette Lady Hamilton, die 1926 uraufgeführt wurde. 1929 inszenierte Frank Lloyd Die ungekrönte Königin (OT: The Divine Lady). Corinne Griffith spielte Emma Hamilton, Victor Varconi Admiral Nelson. 1941 entstand eine weitere Verfilmung. In der britischen Produktion Lord Nelsons letzte Liebe (Originaltitel: Lady Hamilton, in den USA als That Hamilton Woman veröffentlicht) von Alexander Korda spielen Vivien Leigh und Laurence Olivier die Hauptrollen als Emma Hamilton und Horatio Nelson. Winston Churchill bezeichnete ihn als seinen Lieblingsfilm und soll ihn nach eigenen Angaben nicht weniger als 83-mal gesehen haben. 1968 wurde der Film Lady Hamilton – Zwischen Schmach und Liebe von Christian-Jaque veröffentlicht. Auch die Meister der Kochkunst widmeten Emma Hamilton einige Gerichte, wie beispielsweise Seezunge Lady Hamilton.
Die Tableaus, auch bekannt als Attitüden, sind eine eigenständige Kunstform von bleibender Bedeutung.

## Ausstellungen
- 2015/2016: Lady Hamilton: Eros und Attitüde. Schönheit und Antikenrezeption in der Goethezeit, Casa di Goethe, Rom. Katalog.[17]
- 2016/2017: Emma Hamilton – Seduction and Celebrity. National Maritime Museum, Greenwich, London, England.